# Лор (Мозель)
Лор (фр. Lhor) — коммуна во французском департаменте Мозель региона Лотарингия. Относится к  кантону Альбестроф.

## Географическое положение
Лор расположен в 60 км к юго-востоку от Меца. Соседние коммуны: Мюнстер, Живрикур и Виберсвиллер на северо-востоке, Энсвиллер на востоке, Лостроф и Гинзелен на юго-западе, Мольрен на западе, Торшвиль на северо-западе.

## История
- Деревня бывшего герцогства Лотарингия, принадлежала сеньорату Фенетранж и Саарверден.
- В ходе Тридцатилетней войны (1618—1648) была разрушена.
- В 1565—1629 годах отошла к реформистам, позже вернулась в католическую церковь.
- В 1594 году Диан де Доммартен освятила в Лоре католическую церковь.

## Демография
По переписи 2007 года в коммуне проживало 142 человека.

## Достопримечательности
- Церковь Сен-Пьер-о-Льян, 1732 года.